# Camoapita 1ra. Sección A
Camoapita 1ra. Sección A är en ort i Mexiko.   Den ligger i kommunen Pichucalco och delstaten Chiapas, i den sydöstra delen av landet, 700 km öster om huvudstaden Mexico City. Camoapita 1ra. Sección A ligger 263 meter över havet och antalet invånare är 249.
Terrängen runt Camoapita 1ra. Sección A är kuperad åt sydost, men åt nordväst är den platt. Runt Camoapita 1ra. Sección A är det ganska tätbefolkat, med 58 invånare per kvadratkilometer. Närmaste större samhälle är Pichucalco, 7,3 km öster om Camoapita 1ra. Sección A. Trakten runt Camoapita 1ra. Sección A består till största delen av jordbruksmark.